# Okolona, Mississippi
Okolona là một thành phố thuộc quận Chickasaw, tiểu bang Mississippi, Hoa Kỳ. Năm 2010, dân số của thành phố này là 2 692 người.

## Dân số
- Dân số năm 2000: 3 070 người.
- Dân số năm 2010: 2 692 người.